# اوتیس ردینگ
اوتیس ری رِدینگ جونیور (به انگلیسی: Otis Ray Redding, Jr.) (زادهٔ ۹ سپتامبر ۱۹۴۱ – درگذشتهٔ ۱۰ دسامبر ۱۹۶۷) خواننده آمریکایی سبک سول بود. رِدینگ که اغلب با لقب «پادشاه موسیقی سول» شناخته می‌شود، به خاطر توانایی‌اش در انتقال احساس از طریق صدای‌اش شهرت دارد. او یکی از تاثیرگذارترین خوانندگان سول در دههٔ ۱۹۶۰ میلادی به‌شمار می‌آید.
وبگاه تالار مشاهیر راک اند رول نام ردینگ را مترادف با «موسیقی سول» معرفی کرده و جان لاندو (منتقد موسیقی) دربارهٔ او گفته است: «اوتیس ردینگ، راک اند رول است».
ردینگ در دسامبر ۱۹۶۷ و ۱ ماه پیش از آن‌که پرفروش‌ترین تک‌آهنگ‌اش «The Dock of the Bay (‏Sittin' On‏)» منتشر شود در سانحهٔ سقوط هواپیما درگذشت. او در زمان مرگ ۲۶ ساله بود.